# Moufida Tlatli
Moufida Tlatli (tiếng Ả Rập Tunisia: مفيدة التلاتلي; sinh năm 1947) là một đạo diễn phim người Tunisia. Cô là người phụ nữ Ả Rập đầu tiên chỉ đạo một bộ phim dài đầy đủ (Sự im lặng của cung điện) trong Thế giới Ả Rập.

## Tiểu sử
Cô sinh ra ở vùng ngoại ô Sidi Bou Saïd của thủ đô Tunis năm 1947. Cô nói rằng cô phát hiện ra tình yêu của mình với điện ảnh với sự giúp đỡ của giáo viên triết học.
Sau khi tốt nghiệp Học viện Pháp des hautes études cinématographiques năm 1968, cô trở về Tunisia, nơi cô làm biên tập viên phim cho các bộ phim Tunisia khác nhau.
Cô đã đạo diễn bộ phim nổi bật đầu tiên của mình The Silences of the Palace vào năm 1994. Bộ phim được đánh giá cao và giành được một số giải thưởng: Máy ảnh vàng của Liên hoan phim Cannes, Golden Tanit of Carthage, Giải thưởng danh hiệu của Viện phim Anh, Giải thưởng phê bình quốc tế của Liên hoan phim Toronto và Golden Tulip của Liên hoan phim quốc tế Istanbul.
Bộ phim thứ hai của cô, The Season of Men, được chiếu trong phần Un Sure Regard tại Liên hoan phim Cannes 2000.
Sau sự sụp đổ của tổng thống Zine El Abidine Ben Ali năm 2011, bà được bổ nhiệm làm Bộ trưởng Văn hóa trong chính phủ lâm thời.

## Đóng phim
- 1994: Sự im lặng của cung điện
- 2000: Mùa của đàn ông
- 2004: Nadia và Sarra